# Lindholm Idrætsforening
Lindholm Idrætsforening er en dansk fodboldklub hjemmehørende i Nørresundby i Vendsyssel. Klubben blev stiftet den 18. august 1935 og spiller sine hjemmekampe på Lindholm Høje Stadion. I 2015 fusionerede eliteafdelingen med Nørresundby Boldklub og blev til Nørresundby Forenede Boldklubber (Nørresundby FB).